# Le Journal de Gurty
Le Journal de Gurty est une série en plusieurs tomes de l’écrivain aixois Bertrand Santini. Il raconte les vacances d'une petite chienne nommée Gurty qui décrit avec humour le monde qui l’entoure.

## Historique
Refusé à l’origine par 17 maisons d'édition, Le Journal de Gurty est accepté en 2015 par les Éditions Sarbacane et devient un succès littéraire pour la jeunesse, avec 500 000 exemplaires vendus,. Depuis lors, plusieurs enfants ont témoigné leur intérêt pour Gurty,.

## Personnages

### Animaux
- Héroïne de la série, Gurty est une chienne qui vit à Paris[6], mais ne cesse de voyager avec son maître Gaspard à qui elle est très attachée. Ils se rendent toujours à Aix-en-Provence (ville dont l’auteur de la série est originaire), hormis dans le tome 10, Vacances en Angleterre et dans le tome 12, Vacances à Paris. Le vrai nom de Gurty est Gertrude.
- Fleur, une autre chienne, est la meilleure amie de Gurty. Elle habite à Aix-en-Provence. Son maître se prénomme Pépé Narbier. Fleur est extrêmement naïve car elle croit à tout ce qu’on lui dit.
- Tête de fesses, de son vrai nom Jean-Jacques, est un chat qui habite dans une maison à Aix-en-Provence avec ses maîtres, la famille Caboufigues. C’est l’« ennemi préféré » de Gurty.
- L’Écureuil qui fait hi hi, lui aussi habitant d’Aix-en-Provence, est un écureuil qui agace Gurty et son amie Fleur, parce qu’il essaie de les embobiner pour obtenir d’elles des friandises. Par exemple, dans le tome 7, Le Fantôme de Barbapuces, il fait semblant d’être le fantôme en question.
- Foggy, un chien de la même race que Gurty, devient son ami dans le tome 10, Vacances en Angleterre.

### Humains
- Gaspard, le maître de Gurty, est un homme qui habite et travaille à Paris.
- Pépé Narbier, le maître de Fleur, possède un potager magique auquel il est tient énormément. C’est un très bon ami de Gaspard.
- Marian est l’amoureuse de Gaspard dans le tome 10, Vacances en Angleterre.
- Cassidy et Donovan sont deux enfants de la famille Caboufigues. Ils se montrent souvent stupides.
- Myrtille est la fiancée machiavélique de Gaspard (plus tard ex-fiancée).
- Uncle Pickle n'aime pas Gurty, qui, elle, au contraire voudrait qu'il l'apprécie.
- Miss Mac Doodle est une des hôtes de Gaspard et Gurty.

## Portrait de Gurty
- Si vous ne connaissez pas le sujet, laissez ce bandeau (vous pouvez alors contacter les auteurs).
- Si vous supprimez le contenu mis en cause (vous pouvez préalablement contacter les auteurs),

argumentez précisément cette suppression dans la page de discussion
(un manque de référence n'est pas un argument ; une recherche réelle de référence doit avoir été effectuée, être formellement documentée).
Gurty est une chienne intelligente, gentille et drôle, qui se lie facilement aux chiens comme aux humains.
Son plat préféré est constitué de saucisses grillées.
Elle déteste qu’on touche à son maître. Elle est parfois naïve. Par exemple, dans le tome 6, Mes bébés dinosaures, elle couve des œufs de dinosaure fossilisés en pensant être leur mère. Lorsqu’elle se rend en vacances dans sa maison de Provence, elle croit que la voiture démarre en trombe toute seule, alors que c’est évidemment Gaspard qui la conduit.
Gurty a un bon sens de l’humour. Ainsi, elle dit : « Et c’est là que je n’ai plus revu Fleur de toute ma vie, pendant 5 minutes. »
Comme ses congénères Milou et Bill, et comme d’autres héros de bande dessinée comme Picsou, Mickey et Donald, Gurty parle la langue des humains, mais ceux-ci ne peuvent la comprendre.

## Liste des volumes
- 1. Vacances en Provence, 2015.
- 2. Parée pour l'hiver, 2016.
- 3. Marrons à gogo, 2017.
- 4. Printemps de chien, 2018.
- 5. Vacances chez Tête de Fesses, 2018.
- 6. Mes bébés dinosaures, 2019.
- 7. Le Fantôme de Barbapuces, 2020.
- 8. J'appelle pas ça des vacances !, 2020.
- 9. La revanche de Tête de Fesses, 2021.
- 10. Vacances en Angleterre, 2021.
- 11. Moi, j'adore être heureuse !, 2022.
- 12. Vacances à Paris, 2023.
- 13. C'est nul d'être amoureuse, 2024[2].